# Twente Ballooning
Twente Ballooning is een driedaags internationaal ballonvaartevenement. Het wordt ieder jaar georganiseerd op recreatiepark Het Hulsbeek in Oldenzaal in de laatste volledige week van augustus, van donderdag tot en met zaterdag.

## Geschiedenis
In 1985 organiseerde Rien Jurg Promotions, een bedrijf dat ballonvaarten organiseert, voor het eerst Ballonfiesta Brecklenkamp. Het eerste ballonevenement van Twente had ongeveer 10 deelnemende luchtballonen en enkele honderden bezoekers. Doordat er piloten uit diverse landen meededen, kreeg de Ballonfiesta Brecklenkamp internationale bekendheid. Er meldden zich steeds meer piloten aan, en er kwam meer publiek kijken bij het voorbereiden voor de ballonvaart.
Aangezien de toenemende drukte rond het evenement een probleem werd voor de openbare orde werd gezocht naar een andere locatie. Recreatiepark Het Hulsbeek bij Oldenzaal werd hiervoor uitgekozen. De nieuwe locatie zorgde tevens voor een nieuwe naam: Twente Ballooning. Het aantal deelnemende ballonnen groeide, waaronder een aantal special shapes. Er kwam ook ruimte voor het opstijgen met gasballons, in de nacht van donderdag op vrijdag. 
In het randprogramma was een podium opgenomen voor optredens van diverse artiesten, zoals Gebroeders Ko en Kus.

## Tegenwoordig

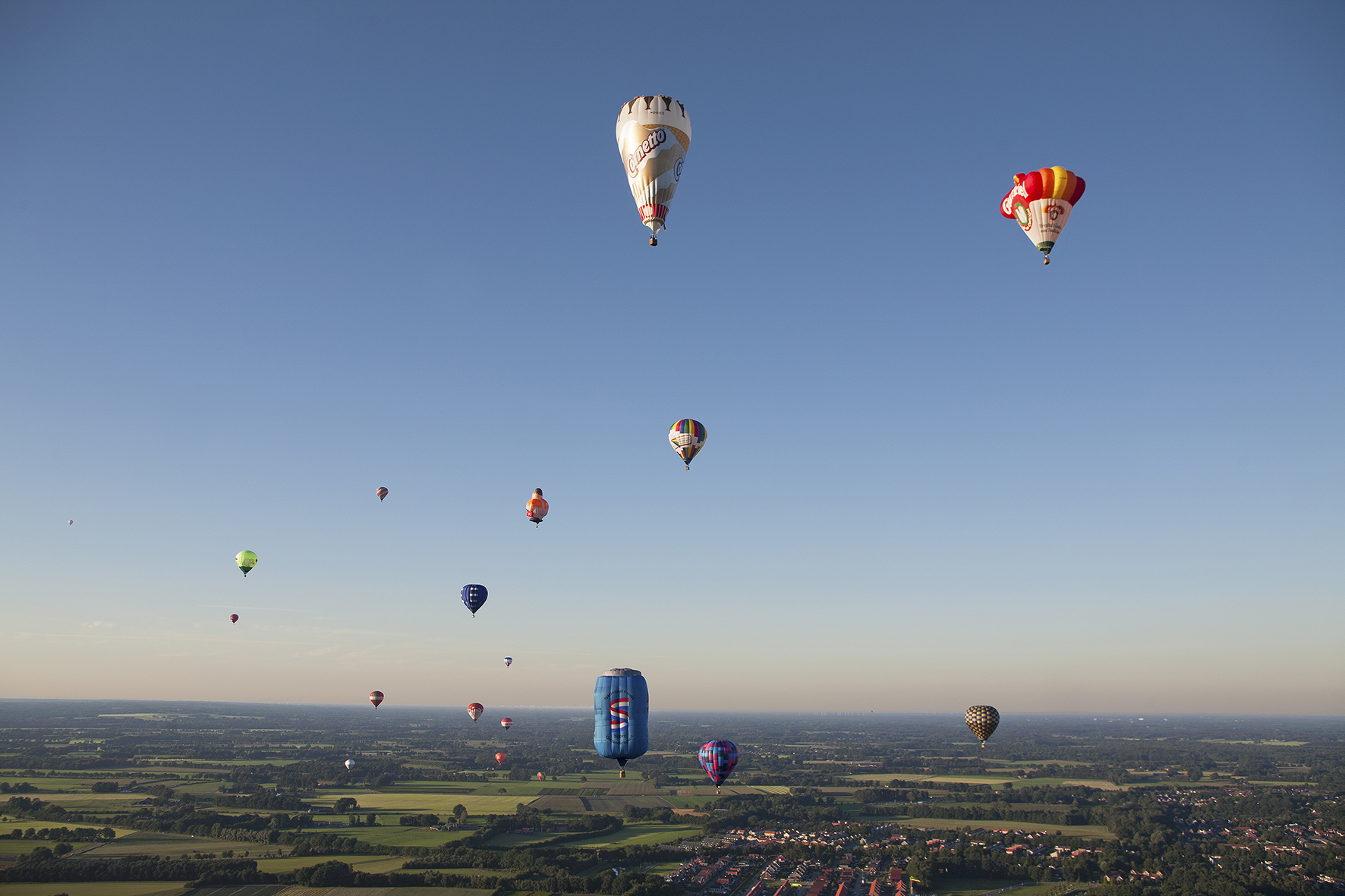
Heteluchtballonnen op Twente Ballooning in 2016.

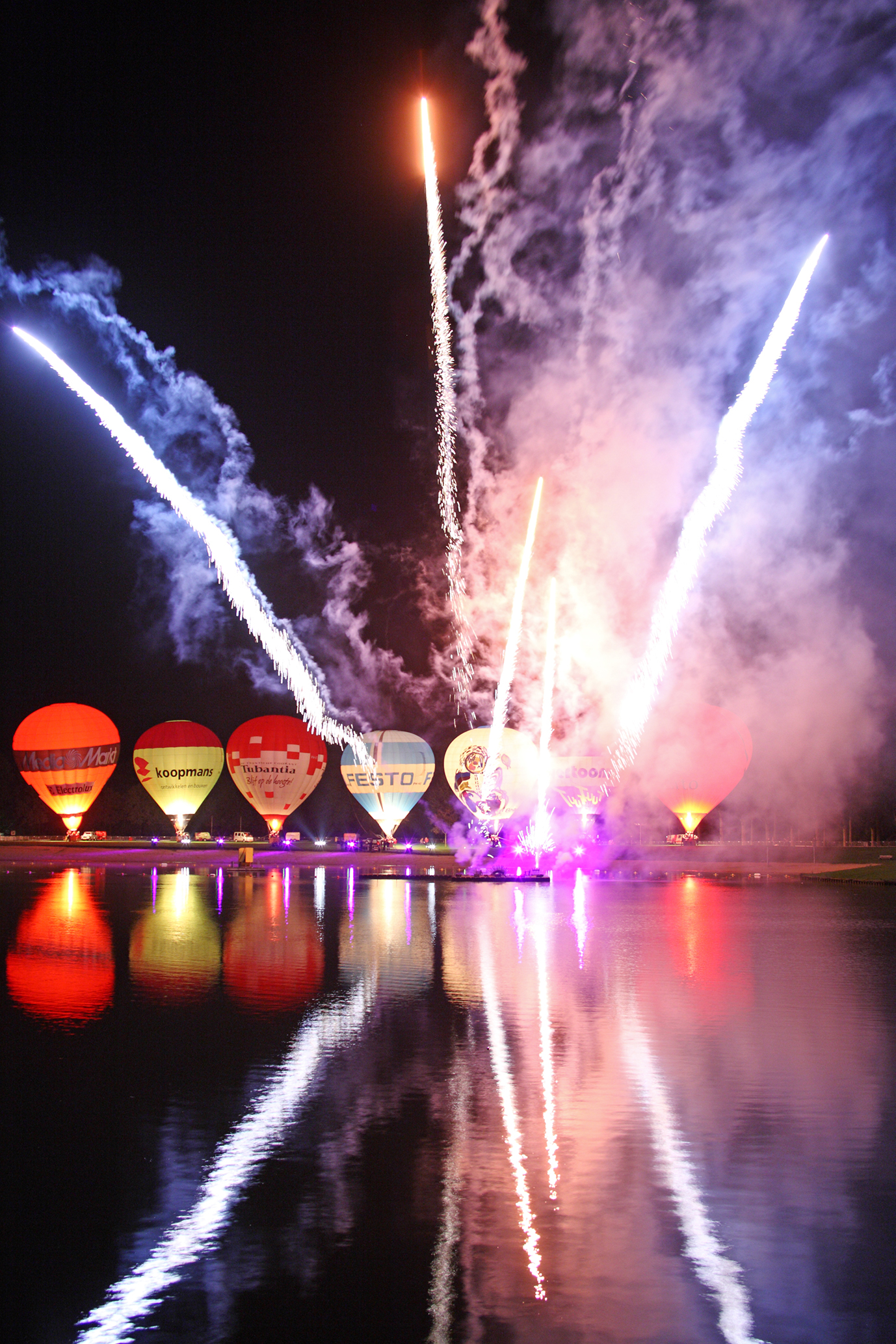
Nightglow op Twente Ballooning in 2010.

Sinds 1991 is de opzet van het jaarlijks terugkerende evenement in grote lijnen gelijk gebleven. Gedurende vier dagen worden er rond zeven uur 's avonds, afhankelijk van de weersomstandigheden, tot 35 heteluchtballonnen opgelaten. 
Op de vrijdag wordt er 's avonds zodra de duisternis is ingevallen de Nightglow gehouden. Hierbij wordt een aantal, meestal zeven, heteluchtballonnen langs de waterkant opgesteld die beurtelings op het ritme van muziek worden gefakkeld. Tegelijkertijd wordt ook een vuurwerkshow verzorgd. Naast de opstijging zijn er onder meer activiteiten als een kinderspeeltuin, fair met diverse kraampjes en sinds 2017 een vuurwerkshow op woensdagavond. Op zaterdagmiddag is er een show met oldtimers.
Vanaf 2025 is het programma aangepast tot een driedaags evenement.